# Ahmed II
Ahmed II (ur. 25 lutego 1643, zm. 6 lutego 1695 w Adrianopolu) – sułtan z dynastii Osmanów panujący w latach 1691-95.
Syn Ibrahima I, brat Mehmeda IV i Sulejmana II. Zasiadł na tronie po śmierci Sulejmana II. Okres jego panowania wypełniły ciągłe porażki militarne Osmanów. U progu jego rządów armia turecka pod dowództwem wielkiego wezyra Fazila Mustafy Köprülü poniosła klęskę pod Slankamen, wskutek czego Osmanowie utracili ostatnie posiadłości węgierskie. Tron po nim objął jego bratanek Mustafa II.